# Kanzi
Il bonobo maschio Kanzi (nato il 28 ottobre 1980 - morto il 18 marzo 2025) è stato una delle grandi scimmie antropomorfe "parlanti" più capaci e famose del mondo. Per tutta la sua vita è stato studiato e allevato dalla ricercatrice statunitense Sue Savage-Rumbaugh. "Kanzi" in swahili significa "tesoro".

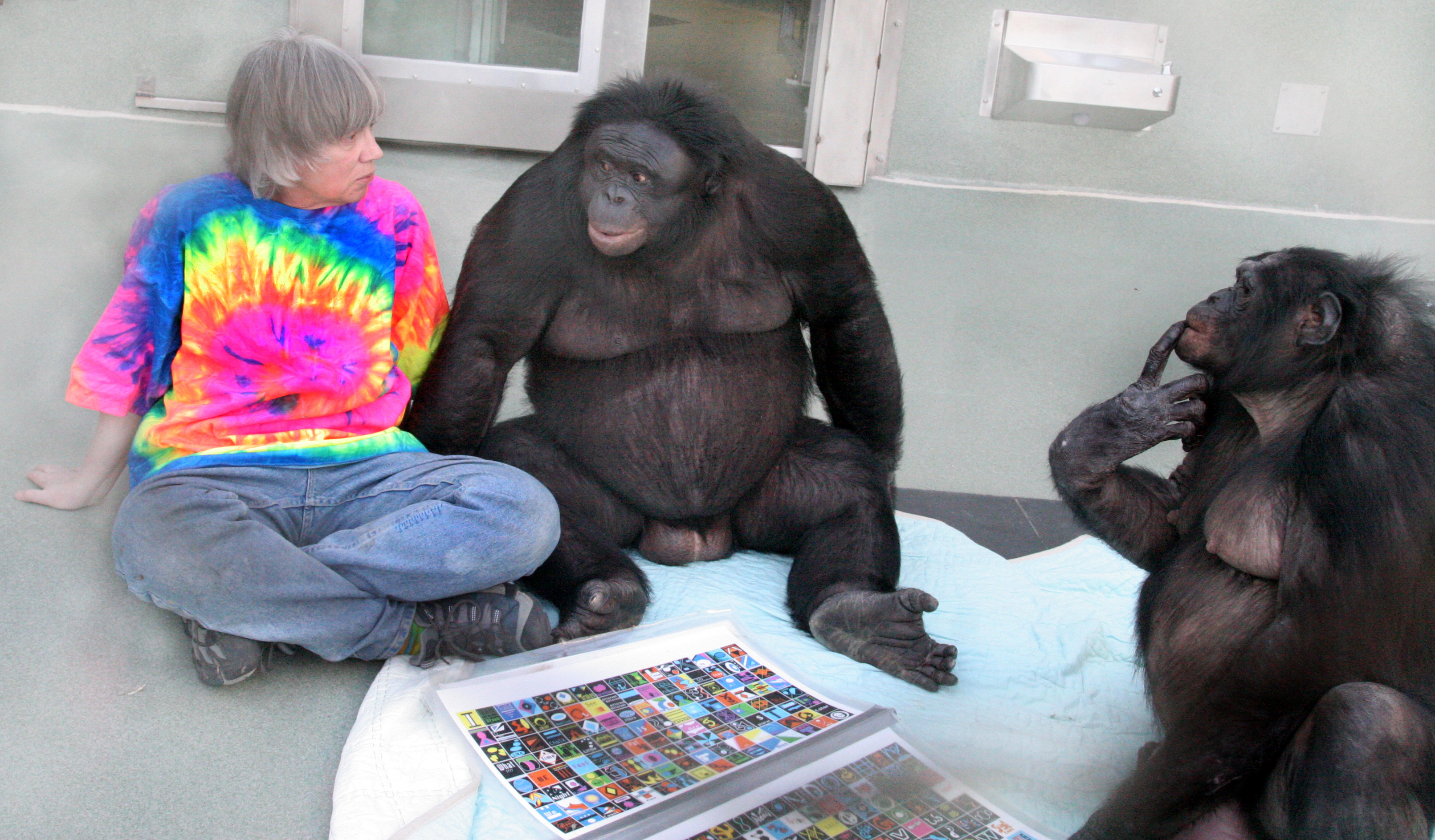
La primatologa Sue Savage-Rumbaugh in compagnia di Kanzi e di sua sorella Panbanisha.

Nato da Lorel e Bosandjo, nello Yerkes National Primate Research Center presso la Università della Georgia, Kanzi è stato sottratto alla madre e adottato da una femmina più dominante, Matata, quando aveva solo pochi mesi di vita.
Da piccolo Kanzi assisteva, senza mostrarsi molto interessato, al programma di addestramento di sua madre Matata. Sue Savage-Rumbaugh cercava di insegnarle, con poco successo, a comunicare digitando dei lessigrammi (simboli astratti che corrispondono a diverse parole) su una tastiera collegata a un computer. È stato con grande sorpresa della ricercatrice che un giorno, quando Matata era assente, Kanzi ha cominciato spontaneamente a usare i lessigrammi, dimostrandosi così il primo bonobo capace di fare uso di elementi linguistici, e la prima grande scimmia antropomorfa in grado di assimilarli senza un addestramento diretto.
Da allora (aveva due anni) Kanzi ha imparato a usare centinaia di lessigrammi e a comprendere oltre 500 parole di inglese parlato (quando sente una parola indica il lessigramma corretto). Notevoli sarebbero anche le sue capacità di capire semplici espressioni grammaticali e di articolare alcune comprensibili parole parlate (nonostante la quasi impossibilità, per una scimmia, di pronunciare consonanti).
Kanzi sapeva anche destreggiarsi con alcuni videogiochi, come Ms. Pac Man, e caricare i suoi film preferiti sul videoregistratore del suo centro di ricerca. Era stato addestrato a scheggiare rozze asce paleolitiche e ha suonato in compagnia di Peter Gabriel e Paul McCartney. 
Visse al Great Apes Trust di Des Moines, Iowa, l'unico centro di ricerca primatologica dedicato allo studio delle capacità conoscitive di tutte e quattro le grandi scimmie antropomorfe non umane.